# Rosen, Pazardjik
Rosen (în bulgară Росен) este un sat în comuna Pazardjik, regiunea Pazardjik,  Bulgaria. 

## Demografie
Componența etnică a satului Rosen
     Bulgari (97,28%)
     Romi (1,35%)
     Nicio identificare (0,38%)
     Altele (0,96%)
La recensământul din 2011, populația satului Rosen era de 516 locuitori. Din punct de vedere etnic, majoritatea locuitorilor (97,28%) erau bulgari, cu o minoritate de romi (1,35%). Pentru 0,38% din locuitori nu este cunoscută apartenența etnică.